# کروتویه
کروتویه (به لاتین: Krutoye) یک منطقهٔ مسکونی در روسیه است که در استان آستراخان واقع شده‌است.